# Alemão (calciatore 1992)
Guilherme António de Souza, noto come Alemão (Morro Agudo, 7 dicembre 1992), è un calciatore brasiliano, difensore del P'yownik.

## Carriera
Cresciuto nel São Carlos, nel 2011 si trasferisce in Portogallo, firmando per il Tourizense, formazione nel quale disputa due stagioni nelle serie dilettantistiche.
Nel 2013 passa al Marítimo, con cui esordisce nel calcio professionistico, ma viene impiegato principalmente nelle partite della seconda squadra. Terminata la breve esperienza al Marítimo, passa al Leixões, dove gioca da titolare fisso tra il 2014 e il 2016.
Dopo i due anni trascorsi al Leixões, passa all'Oliveirense, con cui disputa quattro campionati tra il 2016 e il 2020.
Il 20 luglio 2020, si trasferisce nel massimo campionato armeno, firmando per l'Ararat-Armenia, formazione con cui esordisce anche nelle competizioni europee per club. In Armenia trascorre quattro stagioni, in cui gioca da titolare, oltre ad indossare la fascia da capitano, vincendo anche una coppa nazionale.
Terminato il suo contratto con l'Ararat-Armenia, nell'estate del 2024 firma per il P'yownik.

## Palmarès

### Club

#### Competizioni nazionali
- Coppa d'Armenia: 1

Ararat-Armenia: 2023-2024